# 三教勘注抄
『三教勘注抄』（さんごうかんちゅうしょう）は、藤原敦光（康平4年（1062年） - 天養元年（1144年））による『三教指帰』の注釈書。
成立はわかっていないが、康平6年（1063年）から天養元年（1144年）の間であろうとされる。『真言宗全書』第40巻に所収。
なお、岩波書店刊日本古典文学大系の解説に、『三教勘注抄』は藤原敦光によるものでないとの示唆があるが、後に太田次男により否定されている。